# Тошићи
Тошићи су насељено мјесто у општини Трново, Република Српска, БиХ. Према прелиминарним подацима пописа становништва 2013. године, у насељеном мјесту Тошићи укупно је пописано 263 лица.

## Географија
Тошићи се налазе 2 км јужно од Трнова.

## Становништво
Према попису становништва из 1991. године, мјесто је имало 391 становника.
| Демографија | Демографија | Демографија |
| Година      | Становника  | Становника  |
| ----------- | ----------- | ----------- |
| 1961.       | 346         |             |
| 1971.       | 307         |             |
| 1981.       | 345         |             |
| 1991.       | 391         |             |
| 2013.       | 263         |             |